# Grand Prix Austrii Formuły 1
Grand Prix Austrii – wyścig zaliczany do Mistrzostw Świata Formuły 1.
Pierwszy wyścig odbył się w sezonie 1964 na torze Zeltweg i okazał się dużym sukcesem. Jednak Fédération Internationale de l’Automobile narzekała na poziom bezpieczeństwa (tor był wąski i wyboisty), a kibice na kiepską widoczność. Ostatecznie usunięto wyścig z kalendarza F1.
Grand Prix Austrii powróciło w sezonie 1970 na torze Österreichring (znajdującym się niedaleko od Zeltweg). Eliminacja nie była takim sukcesem jak poprzednio, ale utrzymała się do sezonu 1987. Gdy obiekt przestał spełniać standardy FIA, Austria musiała ponownie pożegnać się z Grand Prix.
W latach 1995–1996 obiekt został zmodernizowany, zmieniono także jego nazwę – od tej pory nosił nazwę A1-Ring (z powodu sponsora). Dzięki przebudowie Grand Prix Austrii powróciło w sezonie 1997 i pozostało tam aż do sezonu 2003.
O przywrócenie do kalendarza Grand Prix Austrii starała się firma Red Bull, która wydała kilka milionów euro na modernizację toru. Prace były chwilowo przerwane z powodu protestów okolicznej ludności i ekologów i później projekt został zawieszony po uznaniu przez władze Austrii racji okolicznej ludności i cofnięciu pozwolenia na budowę. Jednak dzięki staraniom Dietricha Mateschitza modernizacja toru została ukończona i od 2014 roku odbywa się na nim Grand Prix Austrii.

## Tory
- Zeltweg (1964)
- Österreichring (1970–1987)
- A1-Ring (1997–2003)
- Red Bull Ring (od 2014)

## Zwycięzcy Grand Prix Austrii
| Sezon       | Kierowca              | Konstruktor         | Tor            |               |
| ----------- | --------------------- | ------------------- | -------------- | ------------- |
| 1964        | Lorenzo Bandini       | Ferrari             | Zeltweg        | Wyniki        |
| 1965 – 1969 | nie rozegrano         | nie rozegrano       | nie rozegrano  | nie rozegrano |
| 1970        | Jacky Ickx            | Ferrari             | Österreichring | Wyniki        |
| 1971        | Jo Siffert            | BRM                 | Österreichring | Wyniki        |
| 1972        | Emerson Fittipaldi    | Lotus-Ford          | Österreichring | Wyniki        |
| 1973        | Ronnie Peterson       | Lotus-Ford          | Österreichring | Wyniki        |
| 1974        | Carlos Reutemann      | Brabham-Ford        | Österreichring | Wyniki        |
| 1975        | Vittorio Brambilla    | March-Ford          | Österreichring | Wyniki        |
| 1976        | John Watson           | Penske-Ford         | Österreichring | Wyniki        |
| 1977        | Alan Jones            | Shadow-Ford         | Österreichring | Wyniki        |
| 1978        | Ronnie Peterson       | Lotus-Ford          | Österreichring | Wyniki        |
| 1979        | Alan Jones            | Williams-Ford       | Österreichring | Wyniki        |
| 1980        | Jean-Pierre Jabouille | Renault             | Österreichring | Wyniki        |
| 1981        | Jacques Laffite       | Ligier-Matra        | Österreichring | Wyniki        |
| 1982        | Elio de Angelis       | Lotus-Ford          | Österreichring | Wyniki        |
| 1983        | Alain Prost           | Renault             | Österreichring | Wyniki        |
| 1984        | Niki Lauda            | McLaren-TAG         | Österreichring | Wyniki        |
| 1985        | Alain Prost           | McLaren-TAG         | Österreichring | Wyniki        |
| 1986        | Alain Prost           | McLaren-TAG         | Österreichring | Wyniki        |
| 1987        | Nigel Mansell         | Williams-Honda      | Österreichring | Wyniki        |
| 1988 – 1996 | nie rozegrano         | nie rozegrano       | nie rozegrano  | nie rozegrano |
| 1997        | Jacques Villeneuve    | Williams-Renault    | A1-Ring        | Wyniki        |
| 1998        | Mika Häkkinen         | McLaren-Mercedes    | A1-Ring        | Wyniki        |
| 1999        | Eddie Irvine          | Ferrari             | A1-Ring        | Wyniki        |
| 2000        | Mika Häkkinen         | McLaren-Mercedes    | A1-Ring        | Wyniki        |
| 2001        | David Coulthard       | McLaren-Mercedes    | A1-Ring        | Wyniki        |
| 2002        | Michael Schumacher    | Ferrari             | A1-Ring        | Wyniki        |
| 2003        | Michael Schumacher    | Ferrari             | A1-Ring        | Wyniki        |
| 2004 – 2013 | nie rozegrano         | nie rozegrano       | nie rozegrano  | nie rozegrano |
| 2014        | Nico Rosberg          | Mercedes            | Red Bull Ring  | Wyniki        |
| 2015        | Nico Rosberg          | Mercedes            | Red Bull Ring  | Wyniki        |
| 2016        | Lewis Hamilton        | Mercedes            | Red Bull Ring  | Wyniki        |
| 2017        | Valtteri Bottas       | Mercedes            | Red Bull Ring  | Wyniki        |
| 2018        | Max Verstappen        | Red Bull-TAG Heuer  | Red Bull Ring  | Wyniki        |
| 2019        | Max Verstappen        | Red Bull-Honda      | Red Bull Ring  | Wyniki        |
| 2020        | Valtteri Bottas       | Mercedes            | Red Bull Ring  | Wyniki        |
| 2021        | Max Verstappen        | Red Bull-Honda      | Red Bull Ring  | Wyniki        |
| 2022        | Charles Leclerc       | Ferrari             | Red Bull Ring  | Wyniki        |
| 2023        | Max Verstappen        | Red Bull-Honda RBPT | Red Bull Ring  | Wyniki        |
| 2024        | George Russell        | Mercedes            | Red Bull Ring  | Wyniki        |
| 2025        | Lando Norris          | McLaren-Mercedes    | Red Bull Ring  | Wyniki        |
| Sezon       | Kierowca              | Konstruktor         | Tor            |               |

Kierowcy
- 4 – Max Verstappen
- 3 – Alain Prost
- 2 – Valtteri Bottas, Mika Häkkinen, Alan Jones, Ronnie Peterson, Nico Rosberg, Michael Schumacher
- 1 – Elio de Angelis, Lorenzo Bandini, Vittorio Brambilla, David Coulthard, Emerson Fittipaldi, Lewis Hamilton, Jacky Ickx, Eddie Irvine, Jean-Pierre Jabouille, Jacques Laffite, Niki Lauda, Charles Leclerc, Nigel Mansell, Lando Norris, Carlos Reutemann, George Russell, Jo Siffert, Jacques Villeneuve, John Watson

Producenci samochodów
- 7 – McLaren
- 6 – Ferrari, Mercedes
- 4 – Lotus, Red Bull
- 3 – Williams
- 2 – Renault
- 1 – Brabham, BRM, Ligier, March, Penske, Shadow

Producenci silników
- 10 – Mercedes
- 9 – Ford
- 6 – Ferrari
- 3 – Renault, TAG, Honda
- 1 – BRM, Honda RBPT, Matra, TAG Heuer